# Paul Keating
Paul John Keating (* 18. ledna 1944 Sydney) je australský politik.
Je to syn irského emigranta. V roce 1959 se stal členem Australské strany práce. Od roku 1983 byl ministrem financí ve vládě premiéra Boba Hawkea. V letech 1991–1996 pak byl ministerským předsedou Austrálie.